# Missões diplomáticas de Guiné Equatorial

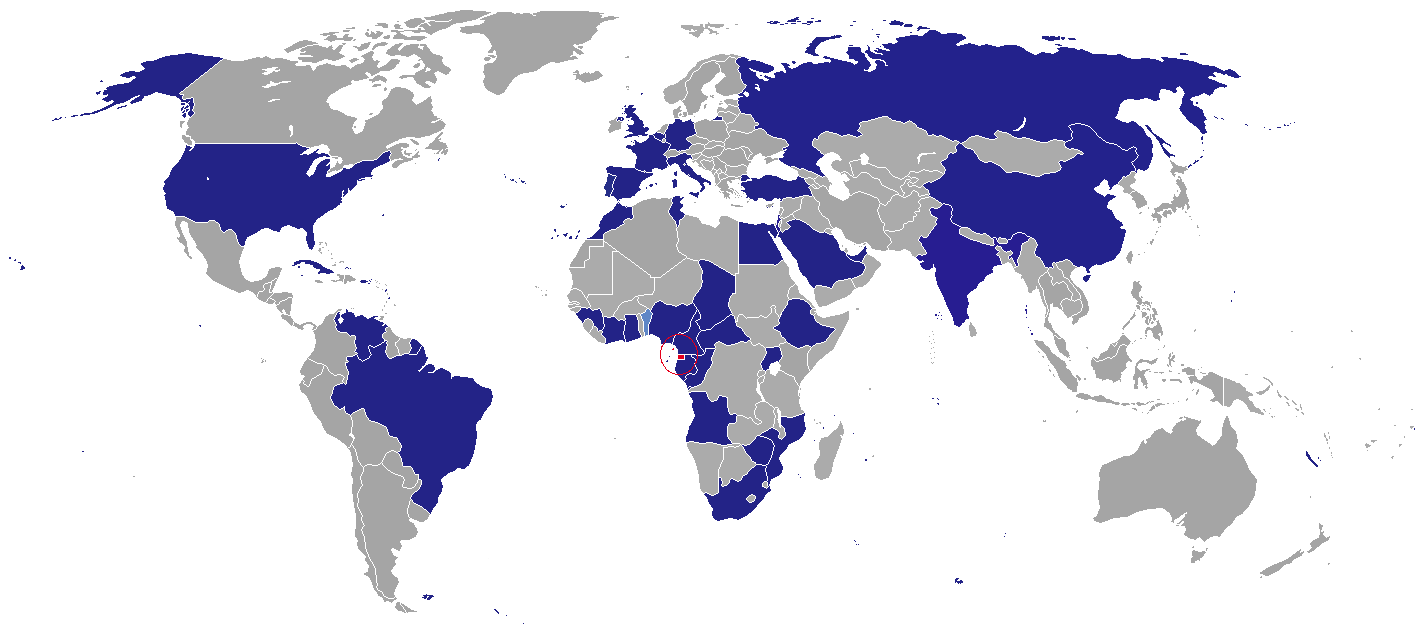
Missões diplomáticas de Guiné Equatorial.

Abaixo estão listadas as embaixadas e consulados de Guiné Equatorial:

## África

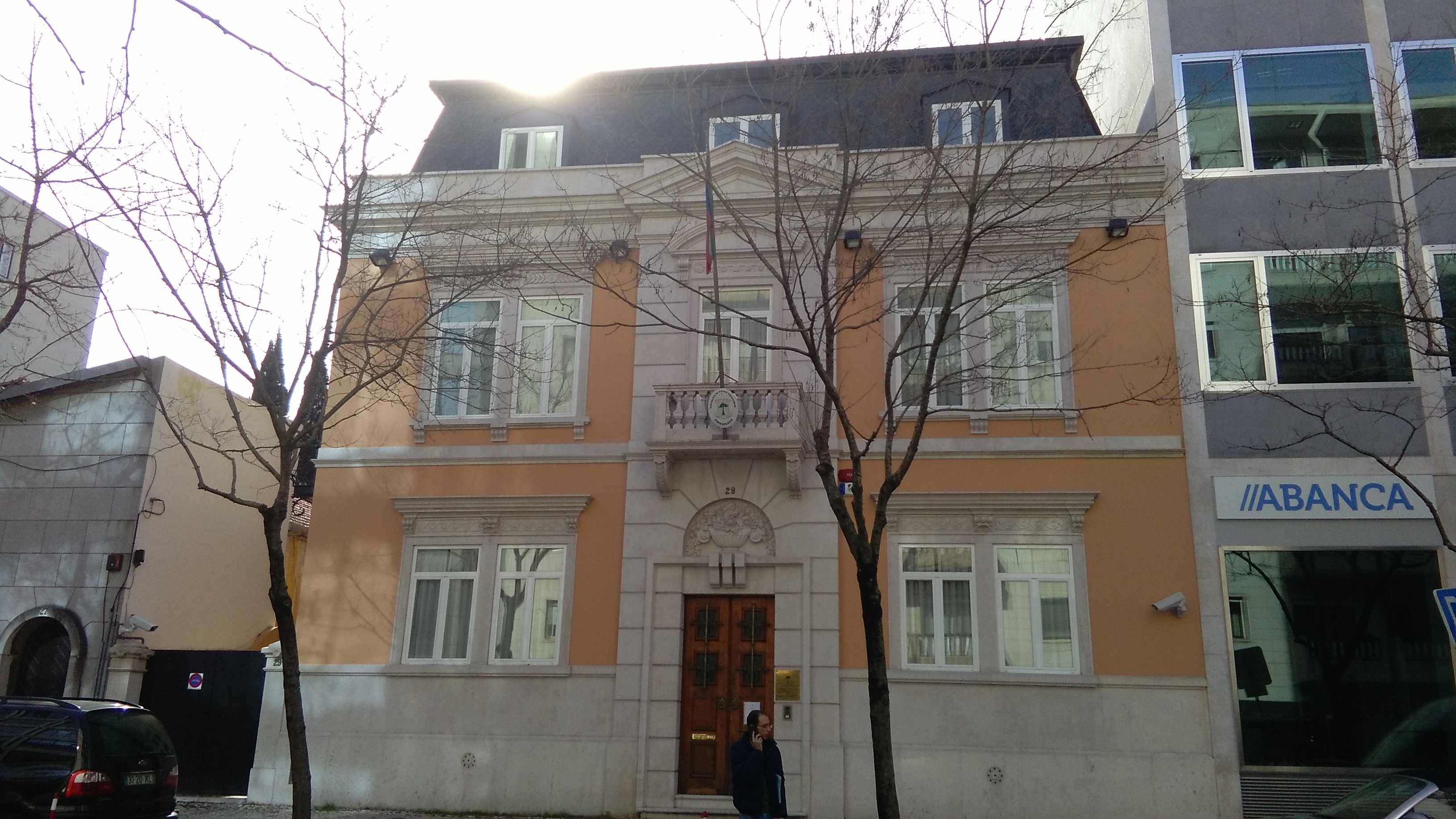
Embaixada de Guiné Equatorial em Lisboa

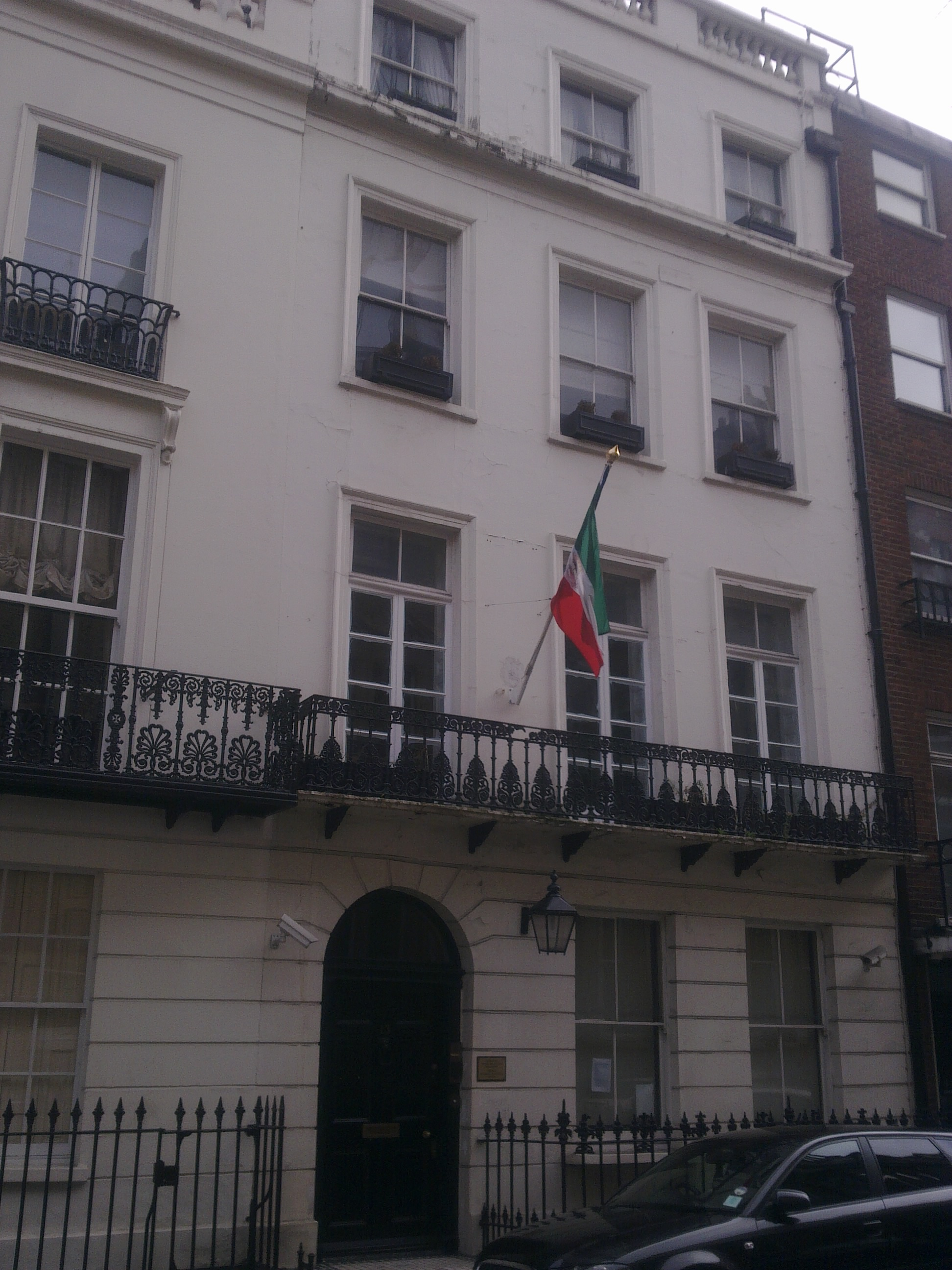
Embaixada de Guiné Equatorial em Londres

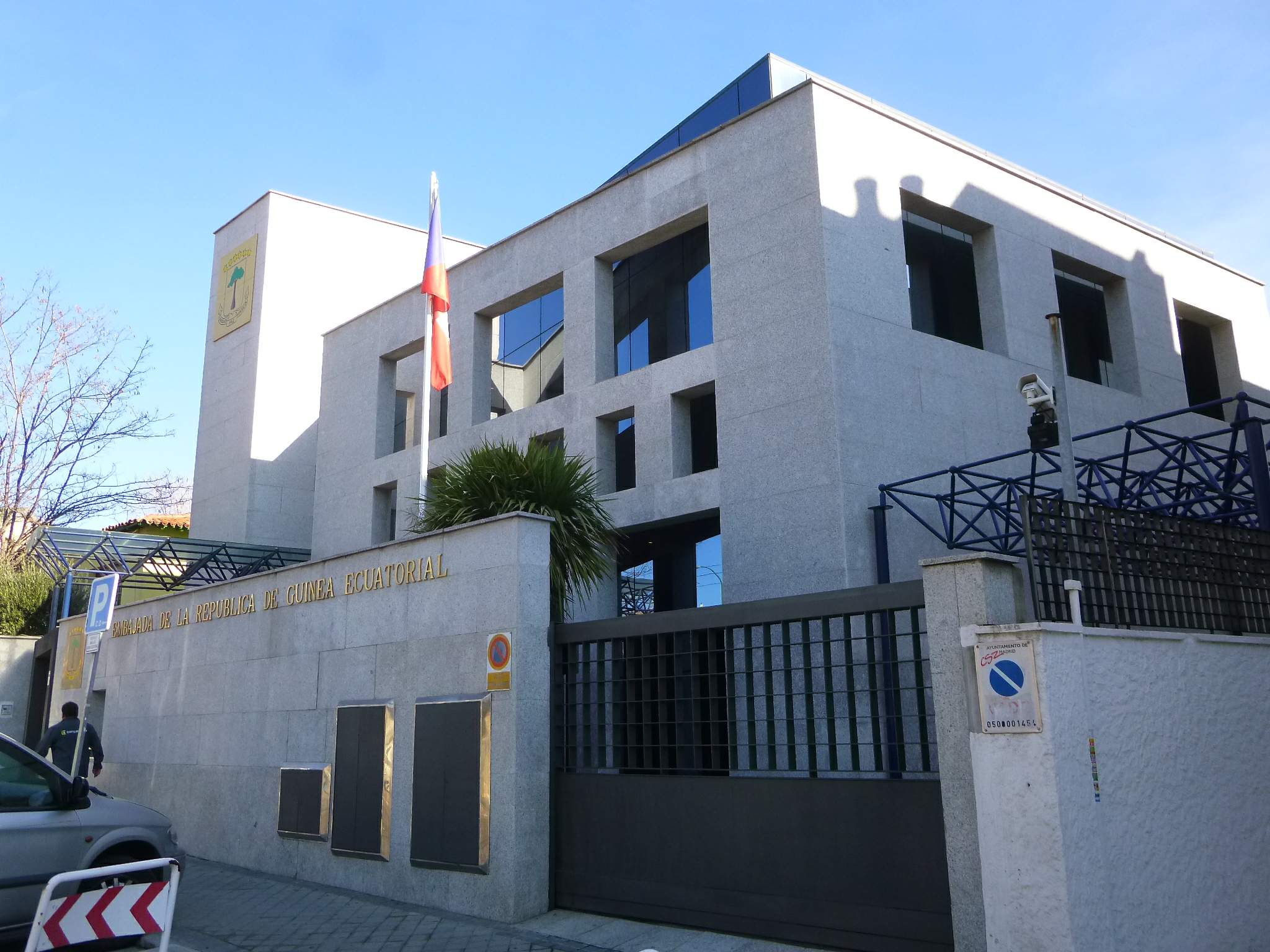
Embaixada de Guiné Equatorial em Madrid

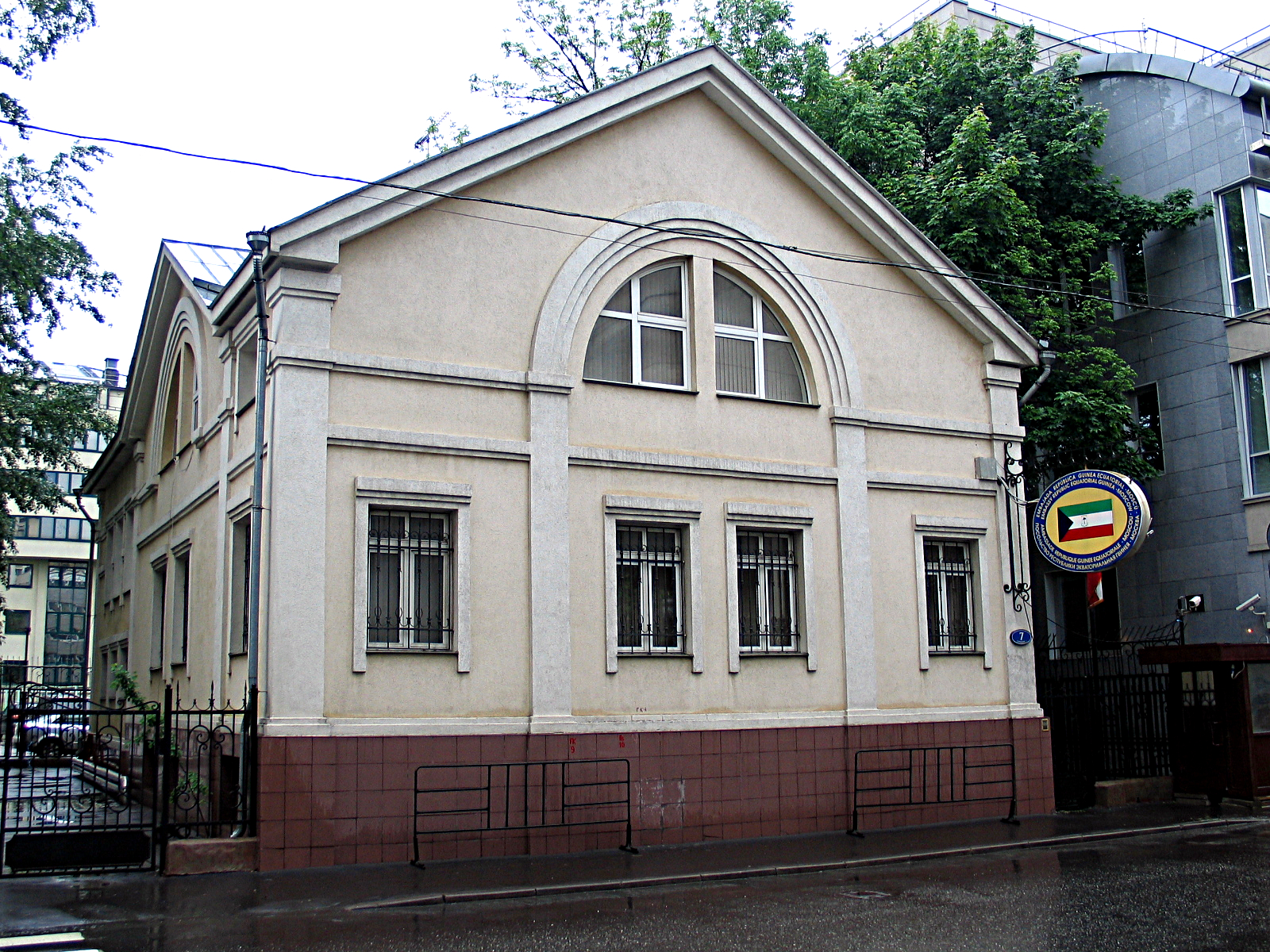
Embaixada de Guiné Equatorial em Moscow

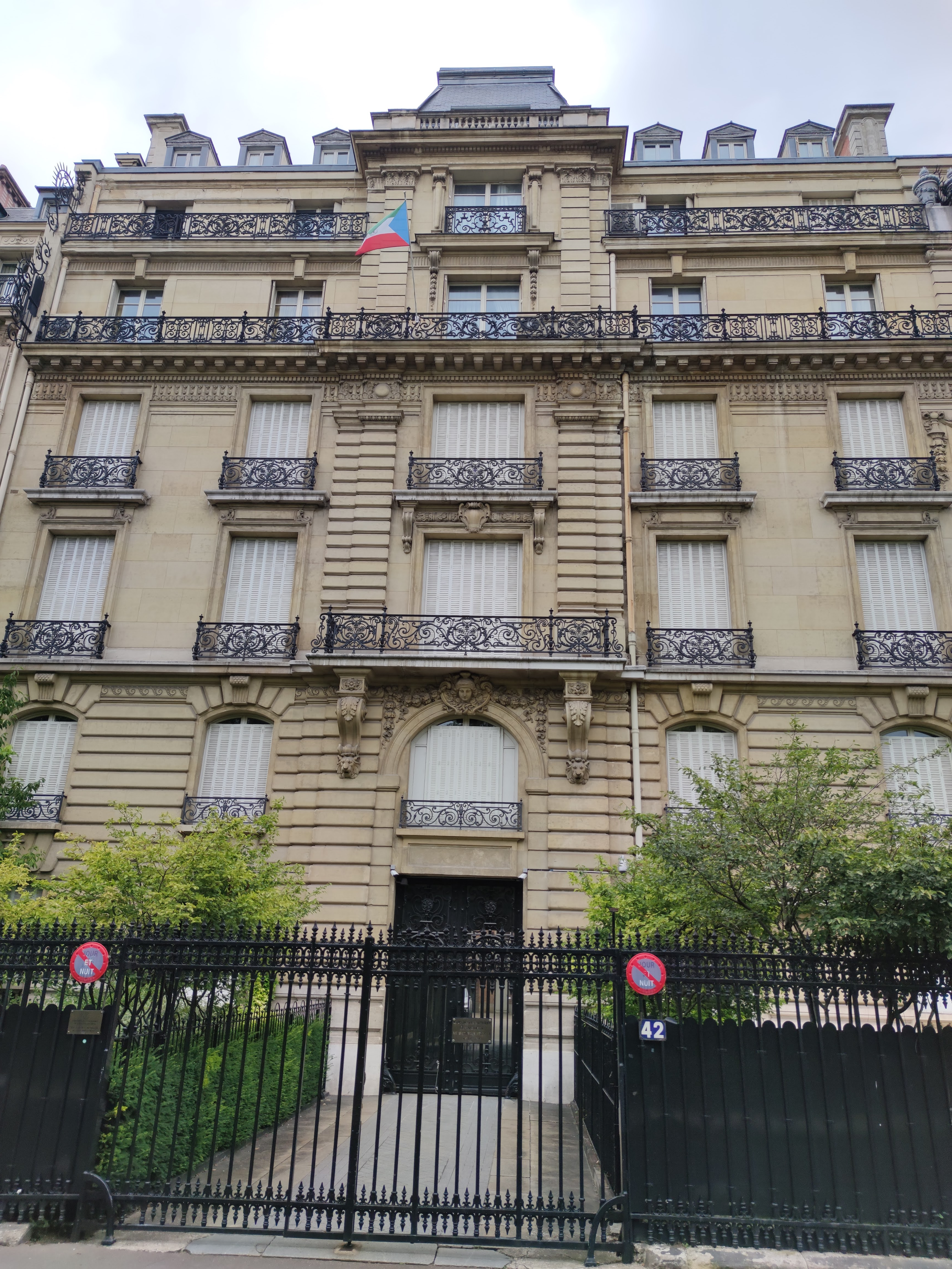
Embaixada de Guiné Equatorial em Paris

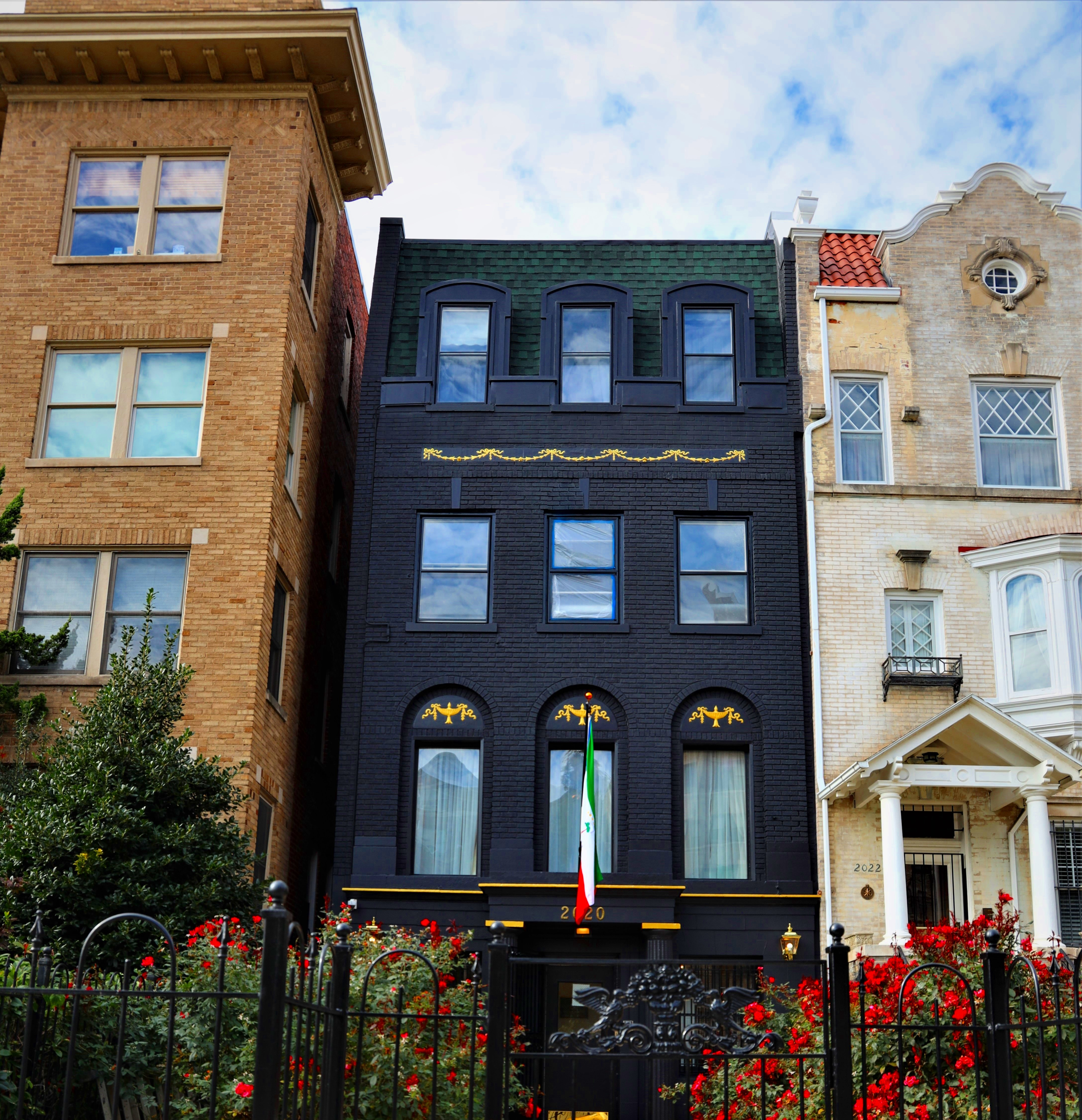
Embaixada de Guiné Equatorial em Washington, D.C.

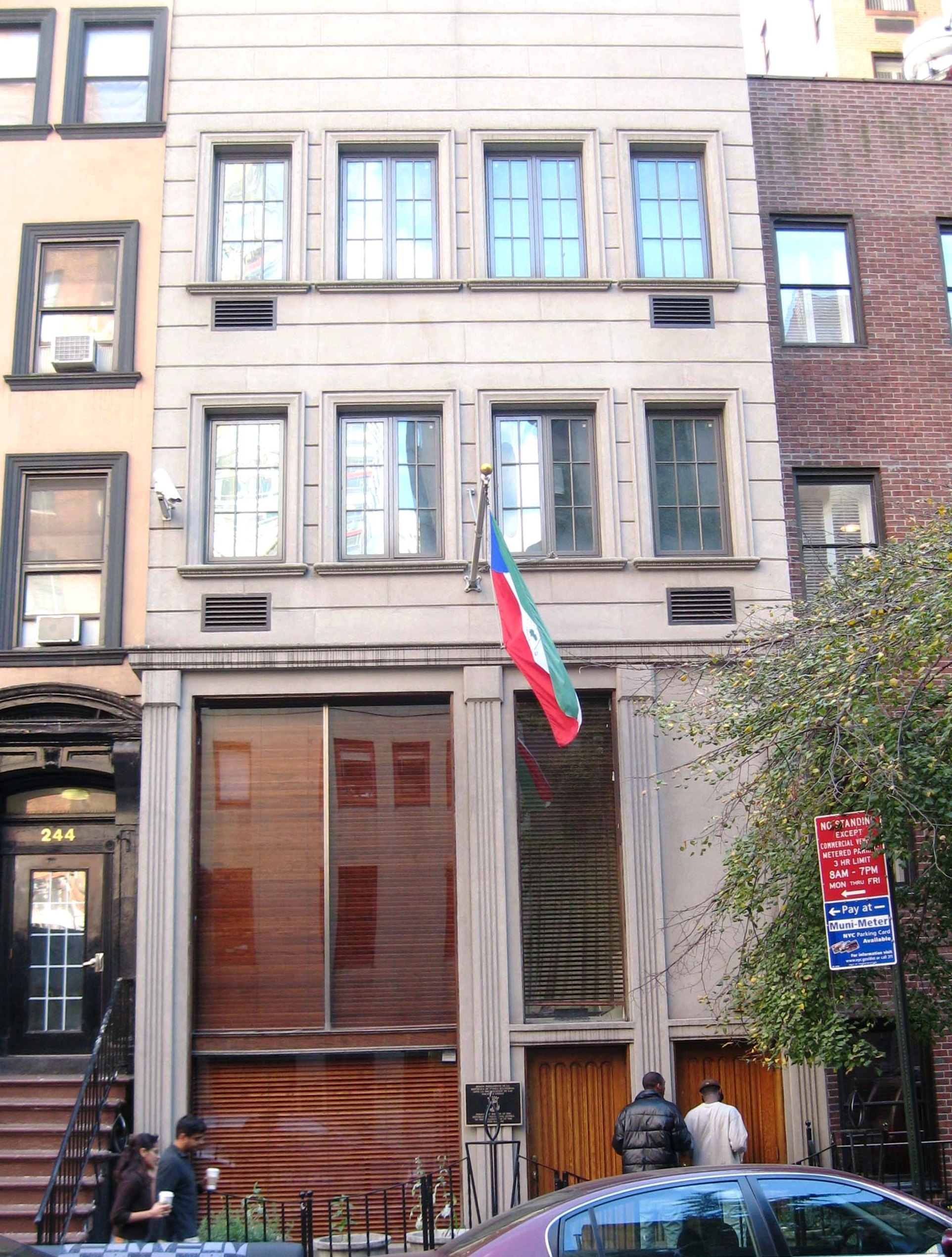
Missão permanente de Guiné Equatorial ante as Nações Unidas em Nova Iorque

- África do Sul
  - Pretória (Embaixada)
- Angola
  - Luanda (Embaixada)
- Camarões
  - Yaoundé (Embaixada)
  - Douala (Consulado)
  - Ebolowa (Consulado)
- Chade
  - N'Djamena (Embaixada)
- Egito
  - Cairo (Embaixada)
- Etiópia
  - Adis-Abeba (Embaixada)
- Gabão
  - Libreville (Embaixada)
- Gana
  - Acra (Embaixada)
- Marrocos
  - Rabat (Embaixada)
- Moçambique
  - Maputo (Embaixada)
- Nigéria
  - Abuja (Embaixada)
  - Calabar (Consulado)
  - Lagos (Consulado)
- República do Congo
  - Brazzaville (Embaixada)
- São Tomé e Príncipe
  - São Tomé (Embaixada)
- Tunísia
  - Tunes (Embaixada)

## América
- Brasil
  - Brasília (Embaixada)
- Cuba
  - Havana (Embaixada)
- Estados Unidos
  - Washington, D.C. (Embaixada)
  - Houston (Consulado-geral)
- Venezuela
  - Caracas (Embaixada)

## Ásia
- China
  - Pequim (Embaixada)

## Europa
- Alemanha
  - Berlim (Embaixada)
- Bélgica
  - Bruxelas (Embaixada)
- Espanha
  - Madrid (Embaixada)
  - Las Palmas de Gran Canaria (Consulado)
- França
  - Paris (Embaixada)
- Itália
  - Roma (Embaixada)
- Portugal
  - Lisboa (Embaixada)
- Rússia
  - Moscou (Embaixada)
- Santa Sé
  - Roma (Embaixada)

## Organizações multilaterais
- Adis-Abeba (Missão permanente de Guiné Equatorial ante a União Africana)
- Bruxelas (Missão permanente de Guiné Equatorial ante a União Europeia)
- Genebra (Missão permanente de Guiné Equatorial ante as Nações Unidas e organizações internacionais)
- Nova Iorque (Missão permanente de Guiné Equatorial ante as Nações Unidas)
- Paris (Missão permanente de Guiné Equatorial ante a UNESCO)